# Ermogene Miraglia
Ermogene Miraglia (Napoli, 1º luglio 1907 – Napoli, 18 giugno 1964) è stato un pittore italiano.

## Biografia
Ermogene Miraglia nasce in un quartiere della Napoli antica, da Luigi Miraglia, medico, e da Teresa Costarelli, musicista e virtuosa del mandolino. Ermogene è il primo di sei figli. A tredici anni perde la madre. Il padre crescerà i suoi sei figli, con l'aiuto di due sorelle nubili, fino a condurli tutti alla laurea. 
Ermogene Miraglia diventa dottore in Scienze agrarie all'Università di Portici. Subito dopo la laurea vince due concorsi, uno come ispettore delle ferrovie ed uno come preside di scuola.
A ventiquattr'anni incontra Maria Tarantino, che diventa, dopo pochissimo tempo, sua moglie e gli darà due figli. La moglie sarà la modella preferita dall'artista, senza soluzione di continuità, fino alla vecchiaia.
L'artista partecipa alla seconda guerra mondiale come ufficiale e rimane gravemente ferito sotto un bombardamento. Dopo la guerra, oltre a dipingere, farà il preside fino alla morte avvenuta nel 1964.

## La pittura
Fin da piccolo evidenzia notevoli capacità di osservazione e forte senso della forma e del colore. La città multiforme e coloratissima in cui vive, l'ambiente familiare e la cultura classica a cui si va formando(frequenta il liceo classico) stimolano il suo desiderio espressivo.
Il pittore è autodidatta (anche se successivamente sarà insignito del titolo di accademico d'onore dall'Accademia di Belle Arti di Napoli, ma sente forte la magia dell'Impressionismo francese e l'influenza dei pittori Antonio Mancini e Vincenzo Irolli, con cui condivide il gusto per l'impasto pittorico corposo e materico.
Con Vincenzo Irolli, che considererà sempre suo grande maestro, stringerà una sincera amicizia e da lui imparerà a raggrumare e concentrare il colore nelle pennellate e nei colpi di spatola e a creare la luce con accostamenti di macchie di colore. 
Dall'ambiente familiare Ermogene Miraglia attinge spesso i soggetti da riprodurre: le persone che gli stanno attorno, colte nella semplicità della quotidianità, negli ambienti, negli atteggiamenti e nelle espressioni abituali diventano soggetti dei suoi quadri. 
Altri soggetti li coglie nella vita brulicante dei mercati e delle piazze della sua città a cui rimarrà sempre profondamente legato.
Nei ritratti di donne, uomini, vecchi, bambini, di animali, di gente altolocata e povera gente, nei paesaggi, nei mercatini, nelle nature morte evidenzia la sua tecnica ed il suo mondo pittorico.
L'artista partecipa con notevole successo a diverse mostre in Italia e all'estero e la sua firma viene inserita nel Comanducci.
Il critico d'arte prof. Domenico Maggiore, nel 3° volume di "Artisti viventi d'Italia" afferma che: "Ermogene Miraglia ben può essere inquadrato fra i grandi artisti della pittura napoletana dell'Ottocento, per la perfezione del disegno e per i toni e l'armonia dei colori. L'arte di questo maestro oscilla tra il classicismo pittorico rinascimentale e l'Impressionismo, quasi una sintesi di questi luminosi periodi e si ricollega alle più elevate tradizioni della pittura napoletana del secolo scorso.............................Davanti alle sue opere si ha la certezza di trovarsi davanti ad un maestro del colore. Egli non impasta sulla tavolozza ma sulla tela mentre dipinge. Le sue opere sono ricche di materia e si avverte nei susseguenti passaggi di toni, che non si ripetono mai, una limpidezza di pennellata, una sicurezza, una freschezza che stupisce....................................... 
Altro motivo di ammirazione è il gusto del particolare veramente sentito, frutto di sicuro e sapiente tocco, non nato da scolastica pedanteria: Miraglia da ottimo ottocentista ci presenta soggetti che sono di famiglia."